# Verwaltung der Muslime des Kaukasus

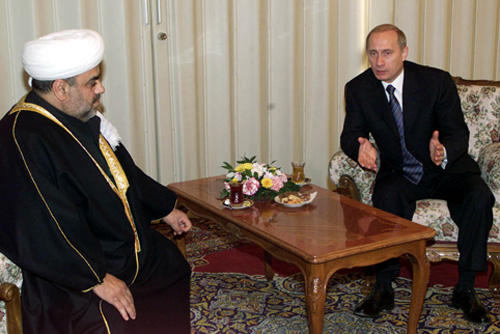
Treffen Wladimir Putin mit Scheichülislam Allahşükür Paşazadə (Allahschükür Paschazade) in der aserbaidschanischen Hauptstadt Baku (10. Januar 2001)

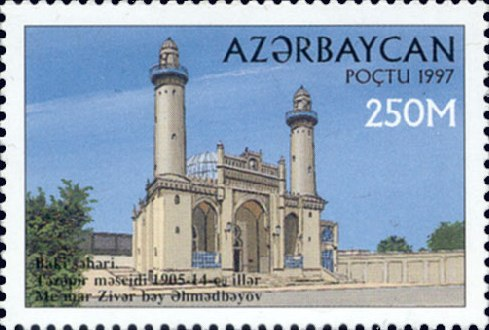
Die Tezepir-Moschee in Baku auf einer aserbaidschanischen Briefmarke von 1997

Die Verwaltung der Muslime des Kaukasus (aserbaidschanisch Qafqaz Müsəlmanları İdarəsi; russisch Управление мусульман Кавказа Uprawlenije mussulman Kawkasa; wiss. Transliteration: Upravlenie musul'man Kavkaza) ist die oberste geistliche Verwaltungsbehörde der Muslime in der (trans)kaukasischen Region. Ihr Hauptsitz befindet sich in der aserbaidschanischen Hauptstadt Baku auf dem Gelände der Tezepir-Moschee. Sie wird von ihrem Vorsteher, Scheichülislam Allahşükür Paşazadə (Allahschükür Paschazade; geb. 1949), seit 1980 verwaltet. Adresse: Baku, M. F. Axundov-Straße 7. Zweck der Institution ist die Unterstützung und Organisation aller Muslime (Sunniten und Schiiten) im Süd- und im Nordkaukasus. Ihr untersteht die Islamische Universität Baku. Es bestehen Niederlassungen in Georgien, Tschetschenien, Dagestan, Karatschai, Kalmückien, Kabardino-Balkarien, Adygeja, Inguschetien und Ossetien.

## Geschichte
Die Geschichte der Institution beginnt in der Zarenzeit in der 1. Hälfte des 19. Jahrhunderts: 1823 wurde erstmals eine Organisation mit vergleichsweise kleinem Einflussbereich errichtet, unter der Leitung des Schiiten Achund Scheich Mahammadali Huseinzadeh, der bis 1846 als Scheichülislam tätig war; 1832 wurde zudem in Tiflis ein sunnitisches Muftiat gegründet. Ab 1872/1873 gab es die Geistliche Verwaltung der Muslime Transkaukasiens, „die  jedoch als „Stellvertreter“ der Kolonialmacht wahrgenommen wurde“. In der Zeit der Sowjetunion wurde 1944 die Geistliche Verwaltung der Muslime des Kaukasus eingerichtet, wobei diese Bezeichnung bis zum Zusammenbruch der Sowjetunion beibehalten wurde. 1992 erhielt die Institution ihren heutigen Namen. Im selben Jahr wurde Scheichülislam Allahşükür Paşazadə (Allahshukur Pashazade) von den religiösen Führern aus Aserbaidschan, Georgien, Dagestan, Kabardino-Balkarien, Inguschetien, Tschetschenien, Karatschai-Tscherkessien und Adygeja zum Vorsitzenden des Obersten Religiösen Rates der Kaukasusvölker gewählt. 2003 wurde er dann auf dem XI. Kongress der Muslime des Kaukasus zum Scheichülislam auf Lebenszeit ernannt. Größere Moscheen sind die Tezepir-Moschee, die Ajdarbay-Moschee und die Heydar-Moschee, alle in Baku.